# Fanny Cotta

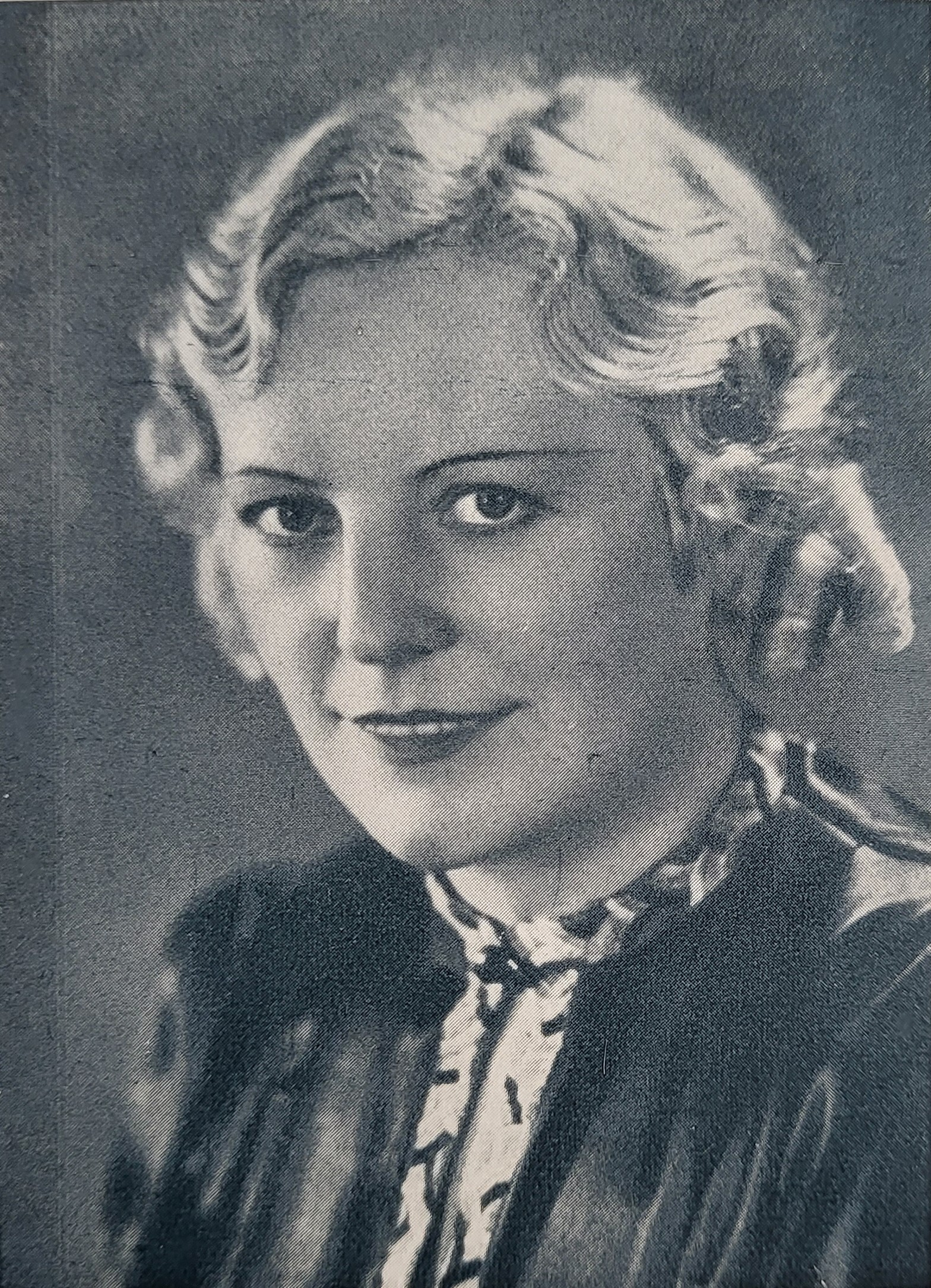
Fanny Cotta auf einer Fotografie von Suse Byk

Fanny Cotta (* 8. Juli 1898 als Maria Franziska Josefine Kluge in Köln; † 13. Juni 1969 in Berlin) war eine deutsche Schauspielerin und Sängerin.

## Leben und Wirken
Die Tochter eines Gerichtskanzleiinspektors absolvierte nach dem Besuch des Lyzeums eine Gesangsausbildung. Über eine etwaige Theaterarbeit vor ihrem Filmdebüt ist nichts bekannt, Festengagements sind nicht auszumachen. In den etwa dreizehn Jahren ihrer intensiven Tätigkeit vor der Kamera (1932 bis 1945) spielte sie unter ihrem Künstlernamen Fanny Cotta eine Reihe von Nebenrollen, darunter mehrfach dienstbare Geister wie Krankenschwestern. Gelegentlich trat sie auch als Sängerin in Erscheinung.
Fanny Cotta war mit dem Rechtsanwalt und Notar Viktor Heinrich Ruff verheiratet und hatte mit ihm eine Tochter und einen Sohn. Während ihr Mann im Zweiten Weltkrieg zur Wehrmacht eingezogen war, übersiedelte sie im Zuge der Kriegswirren zunächst nach Woltersdorf, dann nach Erkner und schließlich nach Potsdam. Im März 1944 wurde ihre Wohnung durch einen Bombentreffer zerstört. Nach 1945 konnte Fanny Cotta in der Filmbranche nicht mehr Fuß fassen und zog sich daher ins Privatleben zurück. Zwischenzeitlich lebte sie mit ihrer Familie in Bielefeld und Hamburg, kehrte Ende der 1950er-Jahre aber nach Berlin zurück, wo sie in Charlottenburg ein Immobilienbüro und eine Mannequin-Schule eröffnete. Sie starb 1969 im Krankenhaus Moabit.

## Filmografie (Auswahl)
- 1932: Scherben bringen Glück
- 1932: Teilnehmer antwortet nicht
- 1933: Morgen beginnt das Leben
- 1936: Kinderarzt Dr. Engel
- 1936: Ball im Metropol
- 1936: Moskau – Shanghai
- 1937: Der Maulkorb
- 1937: Ihr Leibhusar
- 1938: Monika – Eine Mutter kämpft um ihr Kind
- 1940: Wie konntest Du, Veronika!
- 1940: Der dunkle Punkt
- 1940/42: Der große König
- 1941: … reitet für Deutschland
- 1941: Über alles in der Welt
- 1943: Münchhausen
- 1943: Nora
- 1944: Frühlingsmelodie
- 1944/48: Das kleine Hofkonzert
- 1944/52: Das Mädchen Juanita